# 2019-es Toyota Racing Series szezon
A 2019-es Toyota Racing Series szezon a Toyota Racing Series Új-Zéland legnagyobb nyitott kerekű bajnokságának 15. idénye volt. Az évad során 5 versenypályán rendeztek összesen 15 versenyt. A bajnoki címet Liam Lawson szerezte meg, Marcus Armstronggal szemben. 

## Csapatok és versenyzők
Az összes csapat új-zélandi licencel nevezett be.
| Csapat               | #  | Versenyző        | Státusz | Forduló |
| -------------------- | -- | ---------------- | ------- | ------- |
| MTEC Motorsport      | 5  | Petru Florescu   |         | Összes  |
| MTEC Motorsport      | 11 | Jackson Walls    | Újonc   | 2–5     |
| MTEC Motorsport      | 36 | Kotaka Kazuto    | Újonc   | Összes  |
| MTEC Motorsport      | 54 | Calan Williams   |         | Összes  |
| Giles Motorsport     | 7  | Raoul Hyman      |         | Összes  |
| Giles Motorsport     | 9  | Petr Ptáček      | Újonc   | Összes  |
| Giles Motorsport     | 16 | Thomas Smith     | Újonc   | Összes  |
| Giles Motorsport     | 21 | Dev Gore         |         | Összes  |
| Giles Motorsport     | 48 | Ken Smith        |         | 5       |
| M2 Competition       | 8  | Marcus Armstrong |         | Összes  |
| M2 Competition       | 10 | Liam Lawson      | Újonc   | Összes  |
| M2 Competition       | 12 | Artyom Petrov    |         | Összes  |
| M2 Competition       | 22 | Lucas Auer       |         | Összes  |
| M2 Competition       | 28 | Cameron Das      |         | Összes  |
| M2 Competition       | 30 | Esteban Muth     | Újonc   | Összes  |
| Victory Motor Racing | 66 | Parker Locke     | Újonc   | Összes  |
| Victory Motor Racing | 86 | Brendon Leitch   |         | Összes  |

## Versenynaptár
| Forduló | Forduló | Dátum       | Versenypálya                  | Pályarajz           |
| ------- | ------- | ----------- | ----------------------------- | ------------------- |
| 1       | 1       | január 12.  | Highlands Motorsport Park     |                     |
| 1       | 2       | január 13.  | Highlands Motorsport Park     |                     |
| 1       | 3       | január 13.  | Highlands Motorsport Park     |                     |
| 2       | 4       | január 19.  | Teretonga Park                |                     |
| 2       | –       | január 20.  | Teretonga Park                |                     |
| 2       | –       | január 20.  | Teretonga Park                |                     |
| 3       | 5       | január 25.  | Hampton Downs Motorsport Park |                     |
| 3       | 6       | január 26.  | Hampton Downs Motorsport Park |                     |
| 3       | 7       | január 27.  | Hampton Downs Motorsport Park |                     |
| 3       | 8       | január 27.  | Hampton Downs Motorsport Park |                     |
| 4       | 9       | február 2.  | Taupo Motorsport Park         | Track map           |
| 4       | 10      | február 2.  | Taupo Motorsport Park         | Track map           |
| 4       | 11      | február 3.  | Taupo Motorsport Park         | Track map           |
| 4       | 12      | február 3.  | Taupo Motorsport Park         | Track map           |
| 5       | 13      | február 9.  | Circuit Chris Amon            | Manfeild Autocourse |
| 5       | 14      | február 10. | Circuit Chris Amon            | Manfeild Autocourse |
| 5       | 15      | február 10. | Circuit Chris Amon            | Manfeild Autocourse |

## Összefoglaló
| Forduló | Forduló | Dátum                                                      | Versenypálya | Pole-pozíció                                                                                     | Leggyorsabb kör                                                                                  | Győztes                                                                                          | Győztes                                                                                          | Listavezető      | Előny |
| Forduló | Forduló | Dátum                                                      | Versenypálya | Pole-pozíció                                                                                     | Leggyorsabb kör                                                                                  | versenyző                                                                                        | csapat                                                                                           | Listavezető      | Előny |
| ------- | ------- | ---------------------------------------------------------- | ------------ | ------------------------------------------------------------------------------------------------ | ------------------------------------------------------------------------------------------------ | ------------------------------------------------------------------------------------------------ | ------------------------------------------------------------------------------------------------ | ---------------- | ----- |
| 1       | V1      | Highlands Motorsport Park Cromwell, Otago                  | január 12.   | Raoul Hyman                                                                                      | Liam Lawson                                                                                      | Liam Lawson                                                                                      | M2 Competition                                                                                   | Liam Lawson      | 4     |
| 1       | V2      | Highlands Motorsport Park Cromwell, Otago                  | január 13.   |                                                                                                  | Brendon Leitch                                                                                   | Brendon Leitch                                                                                   | Victory Motor Racing                                                                             | Liam Lawson      | 4     |
| 1       | V3      | Highlands Motorsport Park Cromwell, Otago                  | január 13.   | Lucas Auer                                                                                       | Liam Lawson                                                                                      | Liam Lawson                                                                                      | M2 Competition                                                                                   | Liam Lawson      | 4     |
| 2       | V1      | Teretonga Park Invercargill, Southland                     | január 19.   | Liam Lawson                                                                                      | Marcus Armstrong                                                                                 | Marcus Armstrong                                                                                 | M2 Competition                                                                                   | Liam Lawson      | 0     |
| 2       | V2      | Teretonga Park Invercargill, Southland                     | január 20.   | A második és a harmadik versenyt a szélsőség időjárási körülmények következtében elhalasztották. | A második és a harmadik versenyt a szélsőség időjárási körülmények következtében elhalasztották. | A második és a harmadik versenyt a szélsőség időjárási körülmények következtében elhalasztották. | A második és a harmadik versenyt a szélsőség időjárási körülmények következtében elhalasztották. | Liam Lawson      | 0     |
| 2       | V3      | Teretonga Park Invercargill, Southland                     | január 20.   | A második és a harmadik versenyt a szélsőség időjárási körülmények következtében elhalasztották. | A második és a harmadik versenyt a szélsőség időjárási körülmények következtében elhalasztották. | A második és a harmadik versenyt a szélsőség időjárási körülmények következtében elhalasztották. | A második és a harmadik versenyt a szélsőség időjárási körülmények következtében elhalasztották. | Liam Lawson      | 0     |
| 3       | V1      | Hampton Downs Motorsport Park Hampton Downs, North Waikato | január 25.   | [a]                                                                                              | Cameron Das                                                                                      | Artyom Petrov                                                                                    | M2 Competition                                                                                   | Marcus Armstrong | 34    |
| 3       | V2      | Hampton Downs Motorsport Park Hampton Downs, North Waikato | január 26.   | Marcus Armstrong                                                                                 | Marcus Armstrong                                                                                 | Marcus Armstrong                                                                                 | M2 Competition                                                                                   | Marcus Armstrong | 34    |
| 3       | V3      | Hampton Downs Motorsport Park Hampton Downs, North Waikato | január 27.   |                                                                                                  | Liam Lawson                                                                                      | Liam Lawson                                                                                      | M2 Competition                                                                                   | Marcus Armstrong | 34    |
| 3       | V4      | Hampton Downs Motorsport Park Hampton Downs, North Waikato | január 27.   | Marcus Armstrong                                                                                 | Artyom Petrov                                                                                    | Marcus Armstrong                                                                                 | M2 Competition                                                                                   | Marcus Armstrong | 34    |
| 4       | V1      | Bruce McLaren Motorsport Park Taupo, South Waikato         | február 2.   | Liam Lawson                                                                                      | Liam Lawson                                                                                      | Liam Lawson                                                                                      | M2 Competition                                                                                   | Liam Lawson      | 5     |
| 4       | V2      | Bruce McLaren Motorsport Park Taupo, South Waikato         | február 2.   | Liam Lawson                                                                                      | Marcus Armstrong                                                                                 | Lucas Auer                                                                                       | M2 Competition                                                                                   | Liam Lawson      | 5     |
| 4       | V3      | Bruce McLaren Motorsport Park Taupo, South Waikato         | február 3.   |                                                                                                  | Marcus Armstrong                                                                                 | Esteban Muth                                                                                     | M2 Competition                                                                                   | Liam Lawson      | 5     |
| 4       | V4      | Bruce McLaren Motorsport Park Taupo, South Waikato         | február 3.   | Lucas Auer                                                                                       | Lucas Auer                                                                                       | Marcus Armstrong                                                                                 | M2 Competition                                                                                   | Liam Lawson      | 5     |
| 5       | V1      | Manfeild: Circuit Chris Amon Feilding, Manawatu kerület    | február 9.   | Liam Lawson                                                                                      | Marcus Armstrong                                                                                 | Marcus Armstrong                                                                                 | M2 Competition                                                                                   | Liam Lawson      | 10    |
| 5       | V2      | Manfeild: Circuit Chris Amon Feilding, Manawatu kerület    | február 10.  |                                                                                                  | Cameron Das                                                                                      | Cameron Das                                                                                      | M2 Competition                                                                                   | Liam Lawson      | 10    |
| 5       | V3      | Manfeild: Circuit Chris Amon Feilding, Manawatu kerület    | február 10.  | Lucas Auer                                                                                       | Liam Lawson                                                                                      | Liam Lawson                                                                                      | M2 Competition                                                                                   | Liam Lawson      | 10    |
| Forrás: |         |                                                            |              |                                                                                                  |                                                                                                  |                                                                                                  |                                                                                                  |                  |       |

Megjegyzés:
- ↑ a:  Hampton Downs-ban rendezett első verseny a Teretonga Park elmaradt versenyét pótolta. A rajtrács első hat versenyzője az elmaradt futam kvalifikációs eredményének fordított felállása szerint kapott helyet.

## Végeredmény
A széria egy új pontozási rendszert vezetett be az idei szezontól kezdődően. Az első és a harmadik versenyen egységes pontszámok érhetők el, azonban a második (fordított rajtrácsos) versenyen kevesebb pont szerezhető. A résztvevőknek legalább a versenytáv 75%-át teljesíteniük kellett ahhoz, hogy az elért eredményüket értékeljék. A színkódokról részletes információ itt található.
A kvalifikáció eredménye alapján megkezdett verseny
| Helyezés | 1. | 2. | 3. | 4. | 5. | 6. | 7. | 8. | 9. | 10. | 11. | 12. | 13. | 14. | 15. | 16. | 17. | 18. | 19. | 20. |
| -------- | -- | -- | -- | -- | -- | -- | -- | -- | -- | --- | --- | --- | --- | --- | --- | --- | --- | --- | --- | --- |
| Pont     | 35 | 31 | 27 | 24 | 22 | 20 | 18 | 16 | 14 | 12  | 10  | 9   | 8   | 7   | 6   | 5   | 4   | 3   | 2   | 1   |

Fordított rajtrácsos verseny
| Helyezés | 1. | 2. | 3. | 4. | 5. | 6. | 7. | 8. | 9. | 10. | 11. | 12. | 13. | 14. | 15. |
| -------- | -- | -- | -- | -- | -- | -- | -- | -- | -- | --- | --- | --- | --- | --- | --- |
| Pont     | 20 | 18 | 16 | 14 | 12 | 10 | 9  | 8  | 7  | 6   | 5   | 4   | 3   | 2   | 1   |

| Poz.                  | Versenyző        | HIG | HIG | HIG | TER | TER | TER | HMP | HMP | HMP | HMP | TAU | TAU | TAU | TAU | MAN | MAN | MAN | Pont |
| --------------------- | ---------------- | --- | --- | --- | --- | --- | --- | --- | --- | --- | --- | --- | --- | --- | --- | --- | --- | --- | ---- |
| 1                     | Liam Lawson      | 1   | 5   | 1   | 2   | T   | T   | 7   | 3   | 1   | Ki  | 1   | 2   | 3   | 3   | 2   | 5   | 1   | 356  |
| 2                     | Marcus Armstrong | 2   | 3   | 2   | 1   | T   | T   | 10  | 1   | 4   | 1   | 3   | Hn  | 8   | 1   | 1   | 9   | 2   | 346  |
| 3                     | Lucas Auer       | 3   | Ki  | 4   | 5   | T   | T   | Ki  | 4   | 3   | 15  | 2   | 1   | 7   | 2   | 3   | 2   | Ki  | 270  |
| 4                     | Raoul Hyman      | 4   | 2   | 3   | 11  | T   | T   | 5   | 2   | 9   | 10  | 5   | 3   | 6   | 5   | 9   | 6   | 4   | 270  |
| 5                     | Esteban Muth     | 6   | 4   | 11  | 9   | T   | T   | Ki  | 6   | 2   | 5   | 7   | 6   | 1   | 4   | 6   | 3   | 5   | 258  |
| 6                     | Brendon Leitch   | 5   | 1   | 9   | 8   | T   | T   | 3   | 14  | 10  | 4   | 13  | 5   | 2   | 9   | 4   | 4   | 6   | 245  |
| 7                     | Cameron Das      | 9   | 6   | 7   | 4   | T   | T   | Ki  | 7   | 5   | 3   | 15  | 10  | 5   | 8   | 7   | 1   | Ki  | 205  |
| 8                     | Calan Williams   | 11  | 7   | 8   | 7   | T   | T   | Ki  | 8   | 8   | 7   | 8   | 8   | 9   | 7   | 5   | 7   | Ki  | 183  |
| 9                     | Aytrom Petrov    | 10  | Ki  | 6   | 3   | T   | T   | 1   | Ki  | 7   | 2   | 4   | 4   | 4   | Ki  | Ni  | Ni  | Ki  | 181  |
| 10                    | Kotaka Kazuto    | 8   | Ki  | 10  | 6   | T   | T   | 11  | 9   | 6   | 6   | 9   | 15  | 10  | 6   | Ki  | 10  | 3   | 176  |
| 11                    | Petr Ptáček      | 7   | 8   | 5   | 12  | T   | T   | 2   | Ki  | 11  | 12  | 14  | 7   | 11  | Ki  | Ki  | 12  | Ki  | 123  |
| 12                    | Jackson Walls    |     |     |     | 13  | T   | T   | 8   | 5   | Ki  | 8   | 6   | 13  | 12  | 10  | 10  | Ki  | Ki  | 110  |
| 13                    | Dev Gore         | 14  | 9   | 13  | 10  | T   | T   | 4   | 13  | 14  | 14  | 12  | 9   | 14  | 12  | 11  | Ki  | Ki  | 109  |
| 14                    | Thomas Smith     | 15  | 12  | 12  | 14  | T   | T   | 12  | 11  | 12  | 9   | 11  | 14  | 13  | 13  | 14  | 8   | Ki  | 101  |
| 15                    | Parker Locke     | 13  | 11  | 14  | 15  | T   | T   | 9   | 12  | 15  | 11  | 16  | 12  | 15  | Ki  | 12  | 11  | 7   | 100  |
| 16                    | Petru Florescu   | 12  | 10  | Ki  | Ki  | T   | T   | 6   | 10  | 13  | 13  | 10  | 11  | Ki  | 11  | 8   | Ki  | Ni  | 98   |
| 17                    | Ken Smith        |     |     |     |     |     |     |     |     |     |     |     |     |     |     | 13  | 13  | 8   | 27   |
| Poz.                  | Versenyző        | HIG | HIG | HIG | TER | TER | TER | HMP | HMP | HMP | HMP | TAU | TAU | TAU | TAU | MAN | MAN | MAN | Pont |
| Hivatalos végeredmény |                  |     |     |     |     |     |     |     |     |     |     |     |     |     |     |     |     |     |      |